# 日本バスケットボール振興会
特定非営利活動法人日本バスケットボール振興会（にほんバスケットボールしんこうかい）は、元バスケットボール選手や実業団バスケットボール関係者らで構成されるバスケットボール団体。バスケットボールの発展、普及の為の支援活動を行っている。
1978年に発足した日本実業団バスケットボール連盟協力会が前身。現在の会長は、1964年東京五輪オリンピアンの諸山文彦。

## 概要と歴史
- 1978年 「日本実業団バスケットボール連盟協力会」発足[1]。
- 1988年 「実業団バスケットボール協力会」に改称[1]。
- 1992年 「日本実業団バスケットボール協力会」に改称[1]。
- 1993年 「日本バスケットボール振興会」に改称[1]。
- 2007年3月5日 特定非営利活動法人登記完了[1]。